# Francis Fox
Francis Fox (Brentford, 1675 -1738) va ser un diví anglès. Fox entrà a Saint Edmund Hall, Oxford, com un plebeu l'abril de 1698, després d'haver, segons Hearne, servit sis anys i mig del seu temps com a aprenent d'un guanter a Londres. Va prendre el grau de B.A. el 1701, i de MA el 1704. El 1705 va ser capellà del senyor alcalde, Sir Owen Buckingham, i pel que sembla en aquesta època va ser "comunament conegut com el pare de Fox". El bisbe Burnet el va nomenar rector de Boscombe, Wiltshire, el 1708, i el va ascendir llavors a la rectoria de Potterne el 1711. Va ser capellà de Lord Cadogan, i, a partir de 1713 fins a la seva mort, la prebenda de Salisbury. El 1726 el senyor canceller li va regalar la parròquia de St Mary's a Reading. Allí va morir el juliol de 1738.
Va ser, en tot cas, per a la major part de la seva vida, un whig fort, i el 1727 va predicar en el que es va anomenar la conferència llegint un sermó que va donar gran ofensa a diversos dels clergues que formaven l'audiència. Després es va repetir com un sermó de penal a Abingdon, es va publicar sota el títol de «la justícia, la misericòrdia i la fidelitat, el més important o els deures de la llei" (Mateu xxiii. 23). Es va considerar a subestimar l'eficàcia dels sagraments, i per depreciar indegudament el benefici de predicar contra els dissidents. Es van intercanviar cartes irades sobre ella entre Fox i el reverend Joseph Slade de St Laurence, Lectura, que finalment va publicar un sermó en resposta a aquesta, amb les lletres prefixades. Això, al seu torn, va ser atacat pel reverend Lancelot Carleton a 'Una Carta al reverend Jos. Slade'.